# Neurothemis luctuosa
Neurothemis luctuosa – gatunek ważki z rodziny ważkowatych (Libellulidae).